# Филип Адолф фон Еренберг
Филип Адолф фон Еренберг (на немски: Philipp Adolf von Ehrenberg; * 23 септември 1583, Хайнсхайм на Некар, днес в Бад-Рапенау; † 16 юли 1631, Вюрцбург) е княжески епископ на Вюрцбург (1622 – 1631), контра-реформатор и преследвач на вещици.

## Биография
Той е син (от осемте деца) на Йохан/Нанс Хайнрих фон Еренберг (* 1547; † 1584) и съпругата му Маргарета фон Меспелбрун (* 4 февруари 1549; † 1611), сестра на княжеския епископ на Вюрцбург Юлиус Ехтер фон Меспелбрун (1573 – 1617), дъщеря на Петер Ехтер фон Меспелбрун (* 1520; † 21 януари 1576, Майнц), таен съветник в Курфюрство Майнц, и Гертрауд фон Аделсхайм (* 1525; † 1583, Визентхайд). По-големият му брат Петер фон Еренберг (1578 – 1617) е съветник във Вюрцбург.
Чичо му Юлиус Ехтер фон Меспелбрун влияе най-много за развитието на младия Филип Адолф. След като по-големият му брат Петер фон Еренберг се отказва от църковните си доходи, Филип Адолф става духовник. На 6 февруари 1623 г. е избран за княжески епископ на Вюрцбург, изборът е одобрен на 19 март 1624 г. от папа Урбан VIII.
По неговото време между 1626 и 1630 г. е върхът на процесите против вещиците. Във Вюрцбург са изгорени 200 вещици, общо в района над 900 набедени вещици. Инсталирани са пещи в Геролцхофен. 20 процента от изгорените във Вюрцбург са свещеници и хора от ордена.
На края на живота си той издава католическа книга за песни с титлата „Alte und Newe Geistliche Catholische außerlesene Gesäng“.
Филип Адолф фон Еренберг умира на 16 юли 1631 във Вюрцбург. Той е погребан в катедралата на Вюрцбург в барок-гроба, построен от Йохан Филип Пройс от 1667 до 1669 г. (висок ок. седем метра и широк ок. 2,6 метра). Следващият епикоп на Вюрцбург е Франц фон Хатцфелд, избран на 7 август 1631 г.

## Галерия
- Герб на Филип Адолф в църквата „Нойбаукирхе“, Вюрцбург
- Гробът на баща му Йохан Хайнрих фон Еренберг с жена му и осемте им деца, църквата „Бергкирхе Хайнсхайм“